# Travis Sinapati
Travis Sinapati, né le 21 septembre 1982, est un joueur de football samoan-américain. Il est titulaire lors de la déroute de son pays face à l'Australie 31-0 en 2001.
À noter qu'il écope d'un carton jaune contre les Samoa le 10 mai 2004.